# 2-Naphthaldehyd
2-Naphthaldehyd ist eine chemische Verbindung, die sich vom Naphthalin ableitet. Es besitzt einen aromatischen Geruch. Es existiert ein Positionsisomer, das 1-Napthaldehyd.

## Geschichte
2-Naphthaldehyd wurde erstmals 1873 von Battershall synthetisiert. Dazu mischte er die Calciumsalze von Ameisensäure und 2-Naphthoesäure und erhitzte dieses Gemisch um das Produkt zu destillieren. Das Produkt wird mit einer Natriumhydrogensulfit-Lösung geschüttelt, filtriert und der Filterkuchen mit Diethylether gewaschen. Der Rückstand wird dann nochmals in einer Natriumcarbonat-Lösung suspendiert und eine Wasserdampfdestillation mit dieser Lösung durchgeführt.

## Gewinnung und Darstellung

### Nach Tschitschibabin 1911
Die Grignard-Verbindung von 2-Bromnaphthalin wird in Diethylether gebildet und die Lösung mit Orthoameisensäuretriethylester versetzt. Dabei entsteht in situ das Diethylacetal des 2-Naphthaldehyds. Dieses wird folglich mit verdünnter Essigsäure zum Produkt hydrolysiert. Es kann mit Diethylether extrahiert, die Lösung mit Natriumsulfat getrocknet und anschließend das Lösungsmittel verdampft werden.

## Eigenschaften

### Physikalische Eigenschaften
2-Naphthaldehyd kristallisiert in Blättchen.

### Chemische Eigenschaften
Kaliumpermanganat oxidiert das 2-Naphthaldehyd zur 2-Naphthoesäure.